# Mistrzostwa Polski Seniorów w Lekkoatletyce 1989
65. Mistrzostwa Polski Seniorów w Lekkoatletyce – zawody sportowe, które rozgrywane były w Krakowie na stadionie AWF w dniach 1–3 września 1989 roku.

## Rezultaty
| NR – rekord Polski \| NL – najlepszy wynik w Polsce w sezonie \| SB – najlepszy wynik w sezonie \| PB – rekord życiowy |

### Mężczyźni
| Konkurencja:                  | 1. miejsce                                                                           | Rezultat | 2. miejsce                                                                       | Rezultat | 3. miejsce                                                                     | Rezultat |
| Bieg na 100 m                 | Jacek Marlicki AZS-AWF Wrocław                                                       | 10,38w   | Maciej Leszczyński Warszawianka                                                  | 10,38w   | Dariusz Krakowiak Hutnik Kraków                                                | 10,38w   |
| Bieg na 200 m                 | Marek Zalewski Pogoń Zduńska Wola                                                    | 21,34    | Maciej Leszczyński Warszawianka                                                  | 21,23    | Sławomir Kusiowski Budowlani Szczecin                                          | 21,59    |
| Bieg na 400 m                 | Wojciech Lach Pomorzanin Toruń                                                       | 46,20    | Tomasz Jędrusik AZS-AWF Warszawa                                                 | 46,24    | Dariusz Rychter Górnik Wałbrzych                                               | 47,07    |
| Bieg na 800 m                 | Piotr Piekarski Zawisza Bydgoszcz                                                    | 1:48,74  | Zbigniew Janus Wisła Kraków                                                      | 1:49,20  | Ryszard Wichrowski Olimpia Grudziądz                                           | 1:49,88  |
| Bieg na 1500 m                | Waldemar Lisicki Flota Gdynia                                                        | 3:44,28  | Mariusz Ługowski Gwardia Warszawa                                                | 3:44,45  | Dariusz Odya Wawel Kraków                                                      | 3:44,68  |
| Bieg na 5000 m                | Leszek Bebło Oleśniczanka                                                            | 14:11,10 | Sławomir Majusiak Stal Ostrów Wlkp.                                              | 14:12,63 | Mariusz Mach Gryf Słupsk                                                       | 14:15,66 |
| Bieg na 110 m przez płotki    | Paweł Grzegorzewski Górnik Zabrze                                                    | 13,85    | Krzysztof Płatek AZS-AWF Wrocław                                                 | 13,90    | Rafał Cieśla AZS-AWF Katowice                                                  | 13,91    |
| Bieg na 400 m przez płotki    | Ryszard Stoch Wawel Kraków                                                           | 50,47    | Paweł Woźniak Skra Warszawa                                                      | 50,83    | Robert Zajkowski Warszawianka                                                  | 50,02    |
| Bieg na 3000 m z przeszkodami | Henryk Jankowski Olimpia Poznań                                                      | 8:37,14  | Tomasz Zimny Olimpia Poznań                                                      | 8:38,64  | Dariusz Kaczyński Zawisza Bydgoszcz                                            | 8:43,28  |
| Sztafeta 4 × 100 m            | Zawisza Bydgoszcz Marian Sierocki Rafał Bykowski Sylwester Machaj Robert Januszek    | 40,97    | Olimpia Poznań Krzysztof Wojtys Piotr Bieńkowski Krzysztof Czubaj Tomasz Flieger | 41,14    | Śląsk Wrocław Jacek Zawadzki Krzysztof Idziak Marek Orzepowski Piotr Frańczak  | 41,95    |
| Sztafeta 4 × 400 m            | AZS-AWF Warszawa Tomasz Jędrusik Dariusz Grad Krzysztof Jaźwiński Arkadiusz Głowiesa | 3:14,56  | Wawel Kraków Ryszard Stoch Janusz Cieśla Ryszard Jaszkowski Wojciech Zawiła      | 3:14,95  | Gwardia Olsztyn Marek Symerowicz Mariusz Ciota Ryszard Osiński Piotr Skrzyński | 3:15,34  |
| Skok wzwyż                    | Artur Partyka ŁKS Łódź                                                               | 2,16     | Krzysztof Przybyła Zawisza Bydgoszcz                                             | 2,13     | Adam Kolwicz AZS-AWF Warszawa                                                  | 2,10     |
| Skok o tyczce                 | Ryszard Kolasa Bałtyk Gdynia                                                         | 5,00     | Radosław Topolewski Lechia Gdańsk                                                | 4,90     | Zbigniew Kępka Bałtyk Gdynia                                                   | 4,80     |
| Skok w dal                    | Mirosław Hydel Stal Mielec                                                           | 7,62     | Piotr Wrona AZS-AWF Kraków                                                       | 7,57     | Włodzimierz Włodarczyk Górnik Brzeszcze                                        | 7,52     |
| Trójskok                      | Zdzisław Hoffmann Legia Warszawa                                                     | 16,12    | Jacek Pastusiński Resovia Rzeszów                                                | 15,97    | Krzysztof Zuch AZS-AWF Kraków                                                  | 15,93    |
| Pchnięcie kulą                | Helmut Krieger Chemik Kędzierzyn                                                     | 19,42    | Janusz Gassowski Zawisza Bydgoszcz                                               | 18,15    | Piotr Perżyło Górnik Brzeszcze                                                 | 18,08    |
| Rzut dyskiem                  | Dariusz Juzyszyn AZS-AWF Wrocław                                                     | 62,00    | Marek Majkrzak Chemik Kędzierzyn                                                 | 57,82    | Edward Rikert Zawisza Bydgoszcz                                                | 57,82    |
| Rzut młotem                   | Lech Kowalski Stal Mielec                                                            | 69,06    | Wacław Filek Hutnik Kraków                                                       | 68,24    | Henryk Królak Olimpia Poznań                                                   | 67,20    |
| Rzut oszczepem                | Stanisław Witek Gryf Słupsk                                                          | 73,72    | Mirosław Kętrzyński Lechia Gdańsk                                                | 71,30    | Mirosław Witek Gryf Słupsk                                                     | 70,30    |
| Dziesięciobój                 | Dariusz Grad AZS-AWF Warszawa                                                        | 7550     | Krzysztof Krakowiak Olimpia Poznań                                               | 7421     | Wojciech Podsiadło Górnik Zabrze                                               | 7346     |

### Kobiety
| Konkurencja:               | 1. miejsce                                                                      | Rezultat | 2. miejsce                                                                            | Rezultat | 3. miejsce                                                              | Rezultat |
| Bieg na 100 m              | Joanna Smolarek AZS-AWF Katowice                                                | 11,66    | Urszula Jaros Górnik Zabrze                                                           | 11,68    | Małgorzata Skotowska Calisia Kalisz                                     | 11,71    |
| Bieg na 200 m              | Ewa Kasprzyk Olimpia Poznań                                                     | 23,72    | Urszula Jaros Górnik Zabrze                                                           | 23,89    | Małgorzata Skotowska Calisia Kalisz                                     | 24,11    |
| Bieg na 400 m              | Elżbieta Kilińska Chemik Kędzierzyn                                             | 52,81    | Barbara Grzywocz AZS-AWF Katowice                                                     | 52,88    | Beata Knapczyk Wawel Kraków                                             | 53,25    |
| Bieg na 800 m              | Dorota Buczkowska Start Lublin                                                  | 2:02,72  | Jolanta Wieprzkowicz Start Łódź                                                       | 2:02,92  | Joanna Siemieniuk AZS-AWF Wrocław                                       | 2:04,57  |
| Bieg na 1500 m             | Małgorzata Rydz Budowlani Częstochowa                                           | 4:15,72  | Dorota Buczkowska Start Lublin                                                        | 4:17,02  | Grażyna Kowina Kłos Olkusz                                              | 4:18,01  |
| Bieg na 3000 m             | Bożena Dziubińska Start Lublin                                                  | 9:11,30  | Grażyna Kowina Kłos Olkusz                                                            | 9:11,48  | Lidia Camberg AZS-AWF Katowice                                          | 9:11,75  |
| Bieg na 10 000 m           | Lidia Camberg AZS-AWF Katowice                                                  | 34:40,37 | Anna Rybicka AZS-AWF Wrocław                                                          | 34:44,92 | Kamila Gradus Legia Warszawa                                            | 34:48,00 |
| Bieg na 100 m przez płotki | Maria Kamrowska AZS-AWF Gdańsk                                                  | 13,68    | Anna Leszczyńska Warszawianka                                                         | 13,77    | Sylwia Bednarska Gwardia Warszawa                                       | 13,99    |
| Bieg na 400 m przez płotki | Beata Knapczyk Wawel Kraków                                                     | 57,99    | Małgorzata Płatek AZS-AWF Wrocław                                                     | 58,44    | Monika Warnicka AZS-AWF Wrocław                                         | 59,11    |
| Sztafeta 4 × 100 m         | AZS-AWF Katowice Joanna Smolarek Barbara Sikora Bożena Lebek Anna Brochocka     | 46,42    | Skra Warszawa Beata Pliszka Beata Fus Beata Milkiewicz Dorota Krawczak                | 46,43    | Hutnik Kraków Ewa Zwolińska Renata Sosin Iwona Wawrzeń Małgorzata Bator | 47,59    |
| Sztafeta 4 × 400 m         | AZS-AWF Wrocław Małgorzata Płatek Monika Warnicka Anna Malska Joanna Siemieniuk | 3:41,99  | Chemik Kędzierzyn Elżbieta Kilińska Jolanta Barska Elżbieta Spiżak Mariola Zakrzewska | 3:45,82  | Hutnik Kraków Katarzyna Wnuk Iwona Wawrzeń Agata Mikurda Renata Sosin   | 3:46,27  |
| Chód na 10 km              | Kazimiera Mosio Tęcza Mielec                                                    | 47:53,35 | Ewa Musur Olimpia Poznań                                                              | 48:14,97 | Jolanta Frysztak Lechia Gdańsk                                          | 48:24.16 |
| Skok wzwyż                 | Danuta Bułkowska AZS-AWF Wrocław                                                | 1,82     | Jolanta Komsa Legia Warszawa                                                          | 1,79     | Dorota Kaduszkiewicz Legia Warszawa                                     | 1,79     |
| Skok w dal                 | Agata Karczmarek Legia Warszawa                                                 | 6,55     | Jolanta Bartczak Start Łódź                                                           | 6,33     | Lidia Frank Gryf Słupsk                                                 | 6,13     |
| Pchnięcie kulą             | Mirosława Znojek AKS Chorzów                                                    | 15,78    | Irena Car AZS-AWF Wrocław                                                             | 15,76    | Krystyna Danilczyk Jagiellonia Białystok                                | 15,69    |
| Rzut dyskiem               | Ewa Siepsiak Śląsk Wrocław                                                      | 54,98    | Anna Żaczek Stal Mielec                                                               | 52,12    | Danuta Zrajkowska Jagiellonia Białystok                                 | 50,02    |
| Rzut oszczepem             | Mariola Dankiewicz Start Lublin                                                 | 59,86    | Genowefa Patla AZS-AWF Warszawa                                                       | 56,70    | Krystyna Mączka Lechia Gdańsk                                           | 52,26    |
| Siedmiobój                 | Lidia Frank Gryf Słupsk                                                         | 5651     | Urszula Włodarczyk AZS-AWF Wrocław                                                    | 5628     | Małgorzata Lisowska Górnik Wałbrzych                                    | 5323     |

## Biegi przełajowe
61. mistrzostwa Polski w biegach przełajowych rozegrano 5 marca w Ostrowie Wielkopolskim. Seniorki rywalizowały na dystansach 3 km i 6 km, a seniorzy na 6 km i 12 km.

### Mężczyźni
| Konkurencja:            | 1. miejsce                          | Rezultat | 2. miejsce                      | Rezultat | 3. miejsce                      | Rezultat |
| Bieg przełajowy (6 km)  | Leszek Bebło Oleśniczanka           |          | Henryk Jankowski Olimpia Poznań |          | Dariusz Skura Legia Warszawa    |          |
| Bieg przełajowy (12 km) | Sławomir Majusiak Stal Ostrów Wlkp. |          | Karol Dołęga Oleśniczanka       |          | Mirosław Gołębiewski ROW Rybnik |          |

### Kobiety
| Konkurencja:           | 1. miejsce                          | Rezultat | 2. miejsce                     | Rezultat | 3. miejsce                         | Rezultat |
| Bieg przełajowy (3 km) | Katarzyna Rybińska Pomorze Stargard |          | Wioletta Kryza AZS Olsztyn     |          | Barbara Towpik Gryf Słupsk         |          |
| Bieg przełajowy (6 km) | Irena Czuta Technik Komorno         |          | Lidia Camberg AZS-AWF Katowice |          | Małgorzata Birbach Gwardia Olsztyn |          |

## Bieg na 5000 m kobiet
Mistrzostwa w biegu na 5000 metrów kobiet rozegrano 20 czerwca w Grudziądzu, podczas Memoriału Bronisława Malinowskiego.
| Konkurencja:   | 1. miejsce                        | Rezultat    | 2. miejsce               | Rezultat | 3. miejsce                  | Rezultat |
| Bieg na 5000 m | Wanda Panfil Lechia Tomaszów Maz. | 15:41,29 NL | Helena Sabaj Stal Mielec | 16:09,24 | Irena Czuta Technik Komorno | 16:11,10 |

## Półmaraton
Mistrzostwa Polski w półmaratonie rozegrano 5 sierpnia w Brzeszczach. Rywalizowano na dystansie 20 kilometrów.
| Konkurencja: | 1. miejsce                           | Rezultat | 2. miejsce                     | Rezultat | 3. miejsce                       | Rezultat |
| Mężczyźni    | Wiesław Perszke Zawisza Bydgoszcz    | 1:00:37  | Marek Deputat Oleśniczanka     | 1:00:39  | Kazimierz Lasecki Legia Warszawa | 1:01:01  |
| Kobiety      | Gabriela Górzyńska Zawisza Bydgoszcz | 1:12:22  | Dorota Dankiewicz Start Lublin | 1:13:12  | Czesława Mentlewicz Kłos Olkusz  | 1:16:29  |

## Chód na 5000 m kobiet
Mistrzostwa w chodzie na 5000 metrów (na bieżni) kobiet rozegrano 16 sierpnia w Sopocie, podczas Memoriału Józefa Żylewicza.
| Konkurencja:   | 1. miejsce                   | Rezultat | 2. miejsce               | Rezultat | 3. miejsce                     | Rezultat |
| Chód na 5000 m | Kazimiera Mosio Tęcza Mielec | 23:18,02 | Ewa Musur Olimpia Poznań | 23:30,13 | Jolanta Frysztak Lechia Gdańsk | 23:34,63 |

## Maraton
Maratończycy (mężczyźni i kobiety) rywalizowali 27 sierpnia w Dębnie.
| Konkurencja: | 1. miejsce                      | Rezultat | 2. miejsce                      | Rezultat | 3. miejsce                      | Rezultat |
| Mężczyźni    | Marek Deputat Oleśniczanka      | 2:15:00  | Mirosław Gołębiewski ROW Rybnik | 2:15:16  | Paweł Tarasiuk Polonia Warszawa | 2:15:23  |
| Kobiety      | Krystyna Chylińska Start Lublin | 2:38:20  | Dorota Dankiewicz Start Lublin  | 2:40:42  | Stefania Kozik ROW Rybnik       | 2:48:04  |

## Chód na 20 km mężczyzn
Mistrzostwa w chodzie na 20 kilometrów mężczyzn rozegrano 2 września w Gdańsku.
| Konkurencja:  | 1. miejsce                   | Rezultat | 2. miejsce                           | Rezultat | 3. miejsce                    | Rezultat |
| Chód na 20 km | Zbigniew Sadlej Wawel Kraków | 1:23:38  | Robert Korzeniowski Azs-AWF Katowice | 1:23:54  | Grzegorz Ledzion Flota Gdynia | 1:25:04  |

## Bieg na 10 000 m mężczyzn
Mistrzostwa w biegu na 10 000 metrów mężczyzn rozegrano 10 września w Zielonej Górze.
| Konkurencja:     | 1. miejsce                | Rezultat | 2. miejsce                          | Rezultat | 3. miejsce            | Rezultat |
| Bieg na 10 000 m | Leszek Bebło Oleśniczanka | 29:01,53 | Sławomir Majusiak Stal Ostrów Wlkp. | 29:02,66 | Jan Huruk Gryf Słupsk | 29:04,62 |

## Chód na 50 km mężczyzn
Zawody mistrzowskie w chodzie na 50 kilometrów mężczyzn rozegrano 16 września w Warszawie.
| Konkurencja:  | 1. miejsce                | Rezultat | 2. miejsce                    | Rezultat | 3. miejsce                        | Rezultat |
| Chód na 50 km | Jacek Bednarek ROW Rybnik | 3:59:53  | Adam Urbanowski Śląsk Wrocław | 4:00:47  | Jerzy Wróblewicz Pomorze Stargard | 4:02:47  |